# 徳島県道239号牛島上下島線
徳島県道239号牛島上下島線（とくしまけんどう239ごう うしのしまじょうげじません）は、徳島県吉野川市を通る一般県道である。

## 概要
吉野川市鴨島町牛島から吉野川市鴨島町上下島に至る。住宅地を通る県道である。

### 路線データ
- 起点：吉野川市鴨島町牛島（国道192号交点）
- 終点：吉野川市鴨島町上下島（国道318号交点）
- 総延長：3.345 km[1]

## 歴史
- 1972年（昭和47年）3月10日 - 認定。

## 地理

### 通過する自治体
- 徳島県
  - 吉野川市

### 交差する道路
| 交差する道路              | 交差する場所 | 交差する場所 |
| ------------------------- | ------------ | ------------ |
| 国道192号 国道318号 重複  | 鴨島町牛島   | 起点         |
| 徳島県道31号鴨島神山線    | 鴨島町鴨島   |              |
| 徳島県道155号鴨島停車場線 | 鴨島町鴨島   |              |
| 国道318号                 | 鴨島町上下島 | 終点         |

### 沿線
- 吉野川市立牛島小学校
- 牛島郵便局
- JR四国徳島線
  - 麻植塚駅 - 鴨島駅
- 吉野川市立鴨島小学校
- 鴨島本町郵便局
- 日本中央テレビ